# Rafael Pavarotti
Pour les articles homonymes, voir Pavarotti (homonymie).
Rafael Pavarotti est un photographe de mode brésilien né en 1993 à Belém do Pará, un village de la forêt amazonienne.

## Biographie
Rafael Pavarotti est né en 1993 au Brésil, à Belém do Pará, un village de la forêt amazonienne. 
À propos de son enfance, il déclare : « J'ai grandi dans une petite ville à l'intérieur de l'Amazonie, entourée par la nature, à me baigner dans le Rio, à marcher pieds nus dans la forêt, à construire des maisons dans les arbres avec mes amis et à manger des fruits au-dessus des arbres ».
À 12 ans, il emprunte à son père son appareil de photographie argentique et l'apporte à l'école à son insu. Il fait une collecte avec ses amis pour acheter des pellicules, puis va à la plage ou dans des bâtiments abandonnés pour les photographier.
A l'âge de 16 ans, il quitte sa région natale pour Rio de Janeiro.
Reconnu au niveau mondial, décrit comme un « pionnier international de la mode » par The Irish Times, il collabore avec le directeur de mode anglo-gambien Ibrahim Kamara et compte parmi ses clients les magazines Vogue Paris, i-D ou la marque Dior.

## Choix artistiques
Il travaille avec des modèles noirs et indigènes pour protester contre leur absence dans les photographies de mode. En ce sens, il milite pour la justice raciale. À ce sujet, il déclare au British Journal of Photography : « En tant que photographe afro-indien brésilien, célébrer l'expérience noire et indigène en particulier fera toujours partie de mon travail, car cela fait aussi partie de moi »,.
Sa palette de couleurs, riche et vibrante[Interprétation personnelle ?], fusionne des tons vifs à travers de vastes compositions peuplées de multiples personnages.[source secondaire nécessaire].